# Czesław Chojecki
Czesław Chojecki (ur. 17 lipca 1916 w Rzążewie, zm. 16 września 2008 w Rypinie) – polski ksiądz katolicki; kanonik honorowy katedry płockiej; wieloletni proboszcz parafii św. Trójcy w Rypinie; dziekan dekanatu rypińskiego.

## Życiorys
Czesław Chojecki urodził się 17 lipca 1916 roku na Podlasiu we wsi Rzążew, w gminie Czuryły w powiecie siedleckim, jako syn Edwarda i Julianny z Domańskich. Po ukończeniu Niższego Seminarium Duchownego w Sandomierzu i zdaniu matury w 1936 roku, wstąpił do tamtejszego wyższego seminarium duchownego. 8 grudnia 1943 roku przyjął święcenia diakonatu, a 18 grudnia 1943 roku w Sandomierzu z rąk biskupa sandomierskiego Jana Lorka otrzymał święcenia kapłańskie. Pełnił funkcje proboszcza w Rużu, Obrytem i w Rypinie. Umarł w 2008 roku i pochowany został na cmentarzu parafialnym w Rypinie.
W 1995 roku został Honorowym Obywatelem Miasta Rypina. W 2008 roku Rada Miasta Rypin nazwała jego imieniem jedną z ulic w Rypinie.